# イナベカズ
イナベ カズは、日本の漫画家。性別などは非公開。

## 来歴
2011年、『月刊少年ライバル』（講談社）にて、デビュー作となる『アポカリプスの砦』（原作：蔵石ユウ）を連載。同作は2014年の本誌休刊に伴い、ウェブサイト『新雑誌研究所』へ移籍し、2015年まで連載。マンガ雑誌アプリ『マンガボックス』でも配信された。
2014年、『ヤングマガジン』（同）の増刊誌として新創刊された『ヤングマガジンサード』（同）にて、創刊号より『ロックミー アマデウス』を連載開始。浅乃帆翔と大間九郎が原案協力を務め、2016年まで連載。
2015年、『ヤングマガジン海賊版』（同）が『eヤングマガジン』（同）へとリニューアル創刊され、新連載ラインナップとして『食糧人類-Starving Anonymous-』（原案：水谷健吾、原作：蔵石ユウ）を発表。同サイトにて2016年から2018年まで連載された。
2019年から2020年にかけて漫画アプリ『コミックDAYS』（同）にて『電人N』（原案：田中空、原作：蔵石ユウ）を連載。
2020年12月より月村了衛の小説『機龍警察』シリーズのコミカライズ（構成：フクダイクミ）の連載を開始。
2021年4月より『食糧人類-Starving Anonymous-』の続編となる『食糧人類Re:-Starving Re:velation-』を『コミックDAYS』にて連載している。

## 作品リスト
- アポカリプスの砦（原作：蔵石ユウ、『月刊少年ライバル』2011年10月号[14] - 2014年7月号（休刊号[3]）→『新雑誌研究所』[15]2014年8月19日[16] - 2015年8月4日[4]、『マンガボックス』[4]、全10巻） - 『マンガボックス』では短編を公開[4]。
- ロックミー アマデウス（原案協力：浅乃帆翔、大間九郎、『ヤングマガジンサード』2014年Vol.1[5] - 2016年Vol.4[6]、全3巻）
- 食糧人類-Starving Anonymous-（原案：水谷健吾・原作：蔵石ユウ、『eヤングマガジン』2016年11号[8] - 2018年11月5日、全7巻）
  - 食糧人類Re:-Starving Re:velation-（原案：水谷健吾・原作：蔵石ユウ、『コミックDAYS』2021年4月8日[13] - 、既刊7巻）
- 電人N（原案：田中空・原作：蔵石ユウ、『コミックDAYS』[17]2019年4月[9] - 2020年8月[10]、全4巻）
- 機龍警察（原作：月村了衛・構成：フクダイクミ、『週刊ヤングマガジン』2021年2・3合併号[11]、『月刊ヤングマガジン』2021年1号[11] - 12号→『ヤンマガWeb』2021年12月23日[18][19] - 、既刊4巻）